# In de gloria
 (juin 2024).
 (juin 2024).
In de Gloria (Dans la Gloire en français) est une émission télévisée belge flamande de sketchs diffusée entre 2000 et 2001, réalisée par Jan Eelen (nl) et produite par la société Woestijnvis.
Il s'agit d'une série de documentaires parodiques qui tournait en dérision la téléréalité et les émissions traitant de sujets de société, plus spécifiquement de la manière dont les médias peuvent exploiter les personnes lambdas.
Le programme fut diffusé sur la chaîne de télévision publique de la Communauté flamande Canvas s'étalant sur 2 saisons de 10 épisodes chacune. En Flandre, la série continue de jouir d'une popularité significative et des éloges de la critique. C'est le cas notamment de plusieurs sketchs qui ont obtenu le statut de classiques[réf. nécessaire].